# ديساندنتس (فلم تلفزيوني 2015)
أحفاد ديزني (بالإنجليزية: Descendants) هو فيلم تلفزيوني موسيقي خيالي من إخراج كيني أورتيغا. أنتج سنة 2015 عن طريق قناة ديزني، من بطولة دوف كاميرون وكاميرون بويس. الفيلم تم بثه في 31 من يوليو 2015 ليكون فيلما أصليا لقناة ديزني وقد لقي ملاحظات إيجابية من النقاد. تدور الاحداث عندما يقرر ابن جميلة والوحش بن أن يستضيف أربعه من أبناء جزيرة الاشرار.

## وصلات خارجية
- الموقع الرسمي
- مقالات تستعمل روابط فنية بلا صلة مع ويكي بيانات

لا توجد روابط لمواقع التواصل الاجتماعي.